# ユニオン・ボルドー・ベグル
ユニオン・ボルドー・ベグル（仏: Union Bordeaux Bègles）は、フランスのボルドーに本拠地を置くラグビーユニオンクラブである。フランスラグビー最高峰のトップ14に所属。

## 概要
2006年にスタッド・ボルドゥレ（Stade Bordelais）とCAボルドー・ベグル・ジロンド（Club Athlétique Bordeaux Bègles Gironde）を統合してユニオン・ボルドー・ベグルが創設された。

## 歴史

### スタッド・ボルドゥレ（1889-2005）
1889年、ボルドーを本拠地とするスタッド・ボルドゥレが創設。
1898-99シーズン、パリ首都圏以外のチームとして初めてフランス選手権を制した。この年から13シーズンの間に、優勝7回・準優勝5回という成績を残した。

### CAボルドー・ベグル・ジロンド（1907-2005）
1907年、ボルドーに隣接したジロンド県ベグルを本拠地とするCAベグルが創設。1983年にCAベグル・ボルドーに、1988年にCAボルドー・ベグル・ジロンドに改称された。
1968-69シーズン、1990-91シーズンにフランス選手権を制した。

### ユニオン・ボルドー・ベグル（2006- ）
2006年、国内トップレベルで戦えるクラブを目指し、ボルドー近郊にあった2つのクラブを統合することでユニオン・ボルドー・ベグルが誕生した。
2010-11シーズン、プロD2（2部）のプレーオフを制し、初めてトップ14に昇格した。
2015-16シーズン、ヨーロピアンラグビーチャンピオンズカップに出場（プールステージ敗退）。
2023-24シーズン、ラグビー日本代表テビタ・タタフが加入。同シーズン、CAボルドー・ベグル・ジロンド時代以来33年ぶりにトップ14プレーオフ決勝進出を果たすも、前回王者スタッド・トゥールーザン相手に3対59の大敗で準優勝

## タイトル
スタッド・ボルドゥレ（1889-2005）
- フランス選手権（現・トップ14）
  - 優勝 7回（1899, 1904, 1905, 1906, 1907, 1909, 1911）
  - 準優勝 5回（1900, 1901, 1902, 1908, 1910）

CAボルドー・ベグル・ジロンド（1907-2005）
- フランス選手権（現・トップ14）
  - 優勝 2回（1969, 1991）
  - 準優勝 1回（1967）

ユニオン・ボルドー・ベグル（2006- ）
- トップ14
  - 準優勝 1回（2024）

## 成績
プロD2戦績
- 2005-06 - 7th
- 2006-07 - 12th
- 2007-08 - 12th
- 2008-09 - 11th
- 2009-10 - 9th
- 2010-11 - 5th (プレーオフを制し、昇格)

トップ14戦績
- 2011-12 - 8th
- 2012-13 - 11th
- 2013-14 - 8th
- 2014-15 - 7th
- 2015-16 - 7th
- 2016-17 - 11th
- 2017-18 - 10th
- 2018-19 - 10th
- 2019-20 - 1st(18節以降は中止)
- 2020-21 - 4th
- 2021-22 - 3rd
- 2022-23 - 6th
- 2023-24 - 2nd
- 2024-25 - 2nd

## スコッド
2024-25シーズンのスコッド（2024年9月現在）
| フッカー - マキシム・レイマズ(Maxime Lamothe) - ロマン・ラタラーダ(Romain Latterrade) プロップ - ウーゴ・ボニフェイス(Ugo Boniface) - シピリ・ファラテア - マティス・パチャード - ジェフェソン・ポワロ - カール・サディー - ベン・タメイフナ ロック - シリル・カズックス - アダム・コールマン - ジョニー・グレイ - グイド・ペティ - アレクサンドレ・リカード(Alexandre Ricard) | フランカー/No.8 - ピエーレ・ボチャトン(Pierre Bochaton) - マハマドー・ディアビー(Mahamadou Diaby) - マルコ・ガッゾティ - ティモ・マティウ(Temo Matiu) - ピート・サム - ラクラン・スウィントン - テビタ・タタフ - バスティエン・ヴェルグネス＝タイユフェール スクラムハーフ - ポール・アバディ(Paul Abadie) - ヤーン・レスゴールグーズ - マキシム・ルク フライハーフ - ジョーイ・カーベリー - マテオ・ガルシア - マチュー・ジャリベール | センター - ニコラス・デプーアテレ - ローハン・ヤンセ・ファンレンズバーグ - ヨーラム・モエファナ - ベン・タプアイ - パブロ・ウバーティ ウイング - ルイ・ビエル＝ビアレ - ナンス・デュキン - ダミアン・プノー - アーサー・レティエレ - エンゾ・レィビエ フルバック - ロマン・ブロス |
| | | |
| 太字はキャップを持っている選手。はキャプテン。 | | |

## 歴代所属選手
- ゴティエ・ギブアン(Gautier Gibouin)…スペイン代表44キャップ、現在はUSONヌヴェールに所属。
- マキシム・マシェノー(Maxime Machenaud)…フランス代表38キャップ、現在はラシン92に所属。
- ホアキン・トゥクレ(Joaquin Tuculet)…アルゼンチン代表56キャップ、現在はハグアレスに所属。
- リーバイ・アウムア(Levi Aumua)…現在はモアナ・パシフィカに所属。
- メトゥイセラ・タレンブラ(Metuisela Talebula)…フィジー代表24キャップ、現在はスポーティング・ユニオン・アジャンに所属。
- ソフィアン・ギトゥーヌ(Sofiane Guitoune)…フランス代表9キャップ、現在はスタッド・トゥールーザンに所属。
- ベン・ヴォラヴォラ(Ben Volavola)…フィジー代表36キャップ、現在はラシン92に所属。
- ローアン・キッツォフ(Rohan Kitshoff)…ナミビア代表44キャップ、現在はウェルウィッチアズに所属。
- テビタ・ラトゥバ(Tevita Ratuva)…フィジー代表6キャップ、現在はスカーレッツに所属。
- カミーユ・ロペス(Camille Lopez)…フランス代表28キャップ、現在はASMクレルモン・オーヴェルニュに所属。
- バティスト・セラン(Baptiste Serin)…フランス代表36キャップ、現在はRCトゥーロンに所属。
- グレッグ・ピーターソン(Greg Peterson)…アメリカ代表30キャップ、現在はニューカッスル・ファルコンズに所属。
- マリアノ・ガラルサ(Mariano Galarza)…アルゼンチン代表26キャップ、現在はバイヨンヌに所属。
- ペニ・ラヴァイ(Peni Ravai)…フィジー代表29キャップ、現在はASMクレルモン・オーヴェルニュに所属。
- セミ・ラドラドラ(Semi Radradra)…フィジー代表10キャップ、現在はブリストル・ベアーズに所属。
- アレクサンドル・フランカール(Alexandre Flanquart)…フランス代表22キャップ、現在はプロヴァンス・ラグビーに所属。
- ベカ・ゴルガゼ(Beka Gorgadze)…ジョージア代表31キャップ、現在はセクシオン・パロワーズに所属。
- スコット・ヒギンボザム(Scott Higginbotham)…オーストラリア代表34キャップ、2011年W杯出場。
- バウティスタ・デルグイ(Bautista Delguy)…アルゼンチン代表17キャップ、現在はUSAペルピニャンに所属。
- アファ・アモサ(Afa Amosa)…サモア代表4キャップ、現在はバイヨンヌに所属。
- エド・フィドウ(Ed Fidow)…サモア代表14キャップ、現在はマナワツに所属。
- ルイ・ピカモール(Louis Picamoles)…フランス代表82キャップ、2011年・2015年・2019年W杯3大会連続出場。
- フランソワ・トゥラン＝デュック(François Trinh-Duc)…フランス代表66キャップ、2011年W杯出場。
- ベン・ラム(Ben Lam)…サモア代表3キャップ、現在はカタラン・ドラゴンズに所属。
- キャメロン・ワキ(Cameron Woki)…フランス代表16キャップ、現在はラシン92に所属。
- UJ・セウテニ(UJ Seuteni)…サモア代表6キャップ、現在はスタッド・ロシュレに所属。
- ケーン・ダグラス(Kane Douglas)…オーストラリア代表31キャップ、現在はスタッド・ロシュレに所属。
- トマ・ジョルメス(Thomas Jolmès)…フランス代表1キャップ、現在はセクシオン・パロワーズに所属。
- サンティアゴ・コルデロ(Santiago Cordero)…アルゼンチン代表53キャップ、現在はコナート・ラグビーに所属。